# Aphiloscia congolensis
Aphiloscia congolensis là một loài chân đều trong họ Philosciidae. Loài này được Arcangeli miêu tả khoa học năm 1950.